# Triteleia grandiflora
Triteleia grandiflora là một loài thực vật có hoa trong họ Măng tây. Loài này được Lindl. miêu tả khoa học đầu tiên năm 1830.

## Hình ảnh

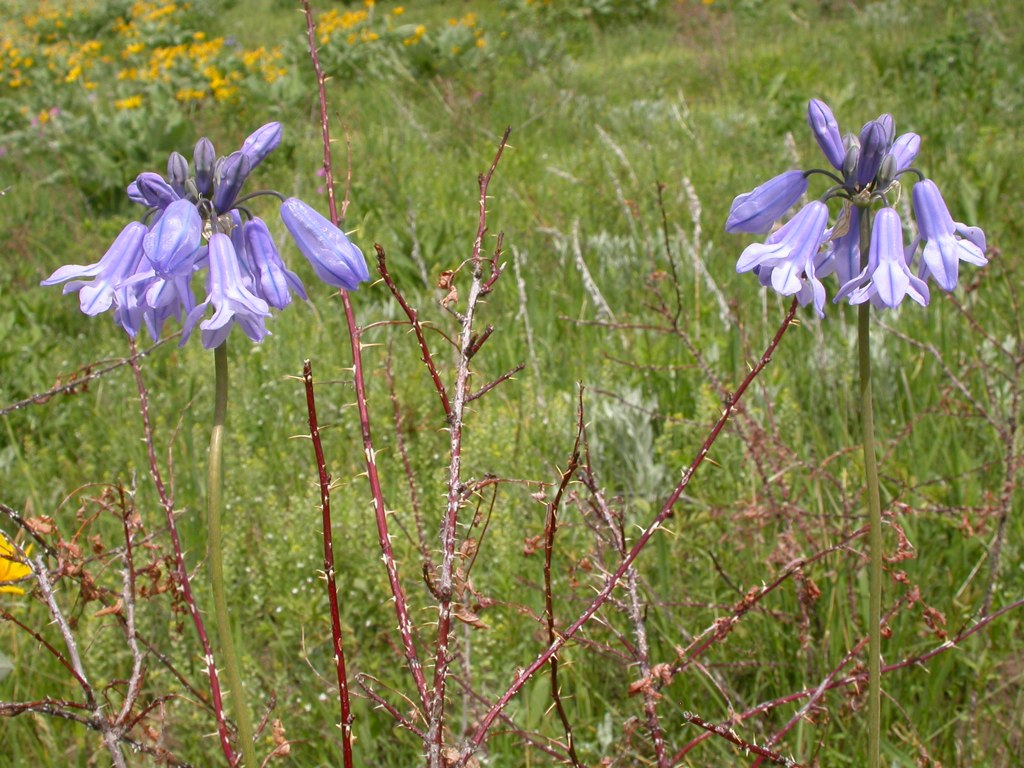
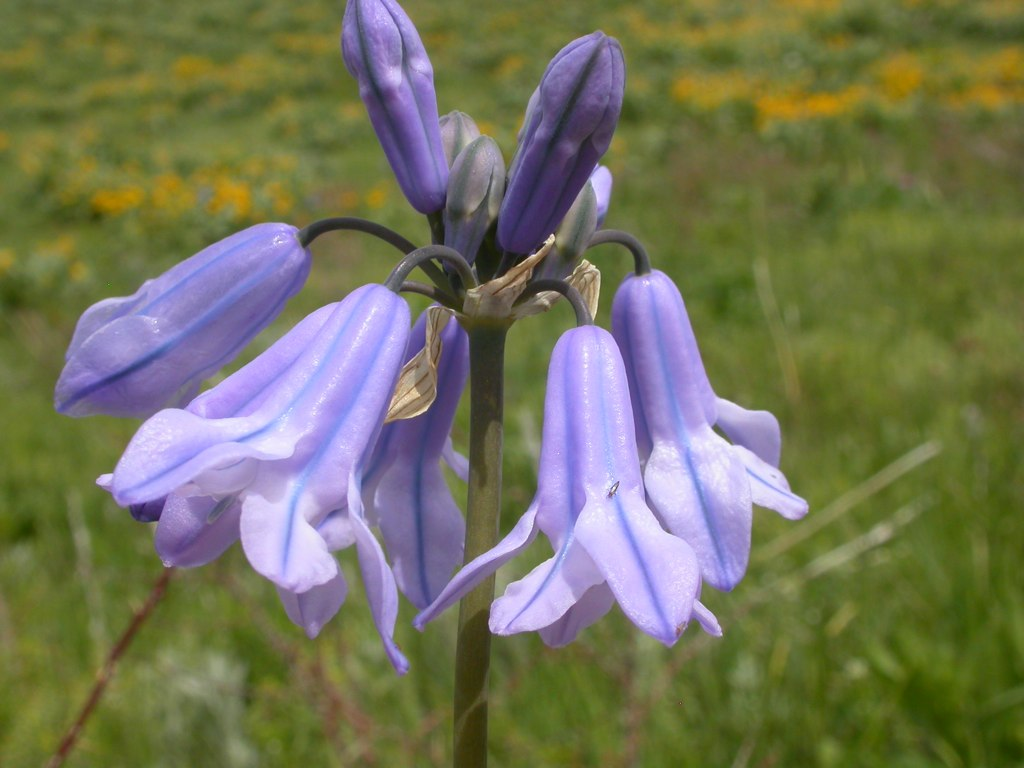
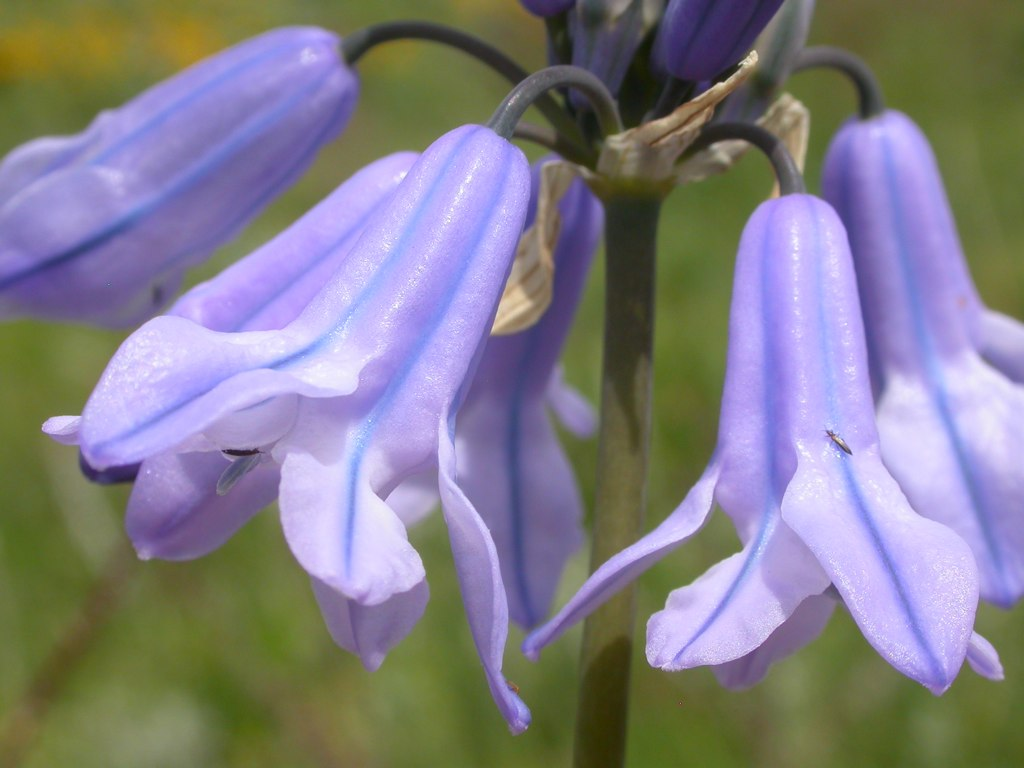
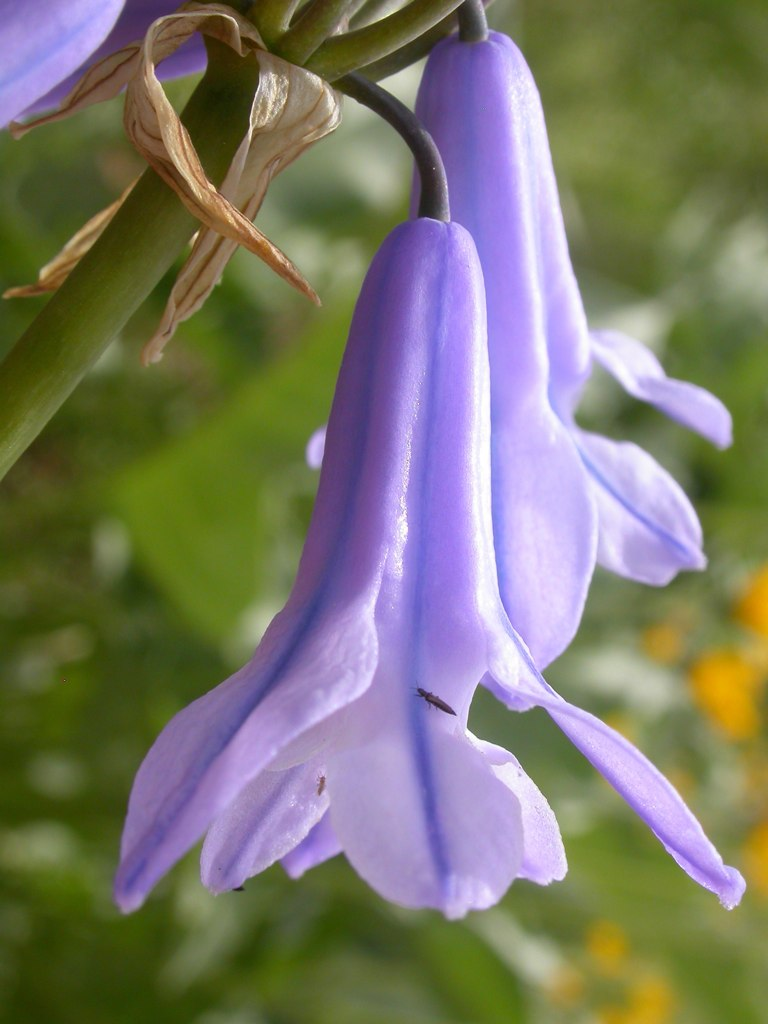